# 真夜中のパリでヒャッハー!
『真夜中のパリでヒャッハー!』（まよなかのパリでヒャッハー、Babysitting） は2014年のフランスのコメディ映画。監督はニコラ・ブナムとフィリップ・ラショー。 この映画はフィリップ・ラショーの監督デビュー作であり、アリス・ダヴィとヴァンサン・ドゥサニアとともに共演し、主演している。

## キャスト
※括弧内は日本語吹替。
- フランク: フィリップ・ラショー（影平隆一）
- ソニア: アリス・ダヴィ（フランス語版）（石井ゆかり）
- エルネスト: ヴァンサン・ドゥサニア（フランス語版）（品村渉）
- サム: タレク・ブダリ（フランス語版）（関雄）
- アレックス: ジュリアン・アルッティ（フランス語版）（水口侑一[4]）
- マーク:   ジェラール・ジェニョ（フランス語版）（本田裕之）
- クレール: クロティルド・クロー（米倉紀之子）
- レミ: エンツォ・トマジーニ（フランス語版）（佐伯美由紀）
- エステル: シャーロット・ガブリス（澤崎アケミ）
- ジョセフィーヌ: ジョセフィーヌ・ドライ（原奈津子）

## 作品の評価
アロシネによれば、16件のメディアによる評価は平均して5点満点中3.2点である。

## 続編
2015年1月、ユニバーサル・ピクチャーズは続編が制作中であることを発表した。 続編は2015年12月に公開され、日本では『世界の果てまでヒャッハー!』の題で2016年11月に公開された。